# Storhertugens Finanser
Storhertugens Finanser (originaltitel Die Finanzen des Großherzogs) er en tysk stumfilm fra 1924 af F. W. Murnau.

## Medvirkende
- Alfred Abel som Philipp Collins
- Mady Christians som Olga von Rußland
- Adolphe Engers som Don Esteban Paqueno
- Julius Falkenstein som Ernst Isaacs
- Ilka Grüning som  Augustine
- Guido Herzfeld som Markowitz
- Georg August Koch som Den farlige konspirator
- Harry Liedtke som Don Roman XX